# قائمة زملاء الجمعية الملكية المنتخبين في 1797
هذه الصفحة تعرض قائمة زملاء الجمعية الملكية المُنتخبين لعام 1797.

## الزملاء
- Bartholomew Parr [الإنجليزية]‏
- تشارلز هاتشت
- Samuel Lysons [الإنجليزية]‏
- George Wyndham, 3rd Earl of Egremont [الإنجليزية]‏
- William Battine [الإنجليزية]‏
- William Cumberland Cruikshank [الإنجليزية]‏
- فريدريك الأول من فورتمبيرغ
- Stephen Eaton (priest) [الإنجليزية]‏
- Isaac Titsingh [الإنجليزية]‏
- James Brodie (botanist) [الإنجليزية]‏
- Daniel Lysons (antiquarian) [الإنجليزية]‏
- George Ellis (poet) [الإنجليزية]‏
- Sir John St Aubyn, 5th Baronet [الإنجليزية]‏
- John Heaviside (surgeon) [الإنجليزية]‏
- وليام فريدريك دوق غلوستر وإدنبرة
- John Spalding (Scottish politician) [الإنجليزية]‏